# Hypsibius camelopardalis
Hypsibius camelopardalis är en djurart som tillhör fylumet trögkrypare, och som beskrevs av Giuseppe Ramazzotti och Walter Maucci 1983. Hypsibius camelopardalis ingår i släktet Hypsibius och familjen Hypsibiidae. Inga underarter finns listade i Catalogue of Life.